# Bombardier TWINDEXX

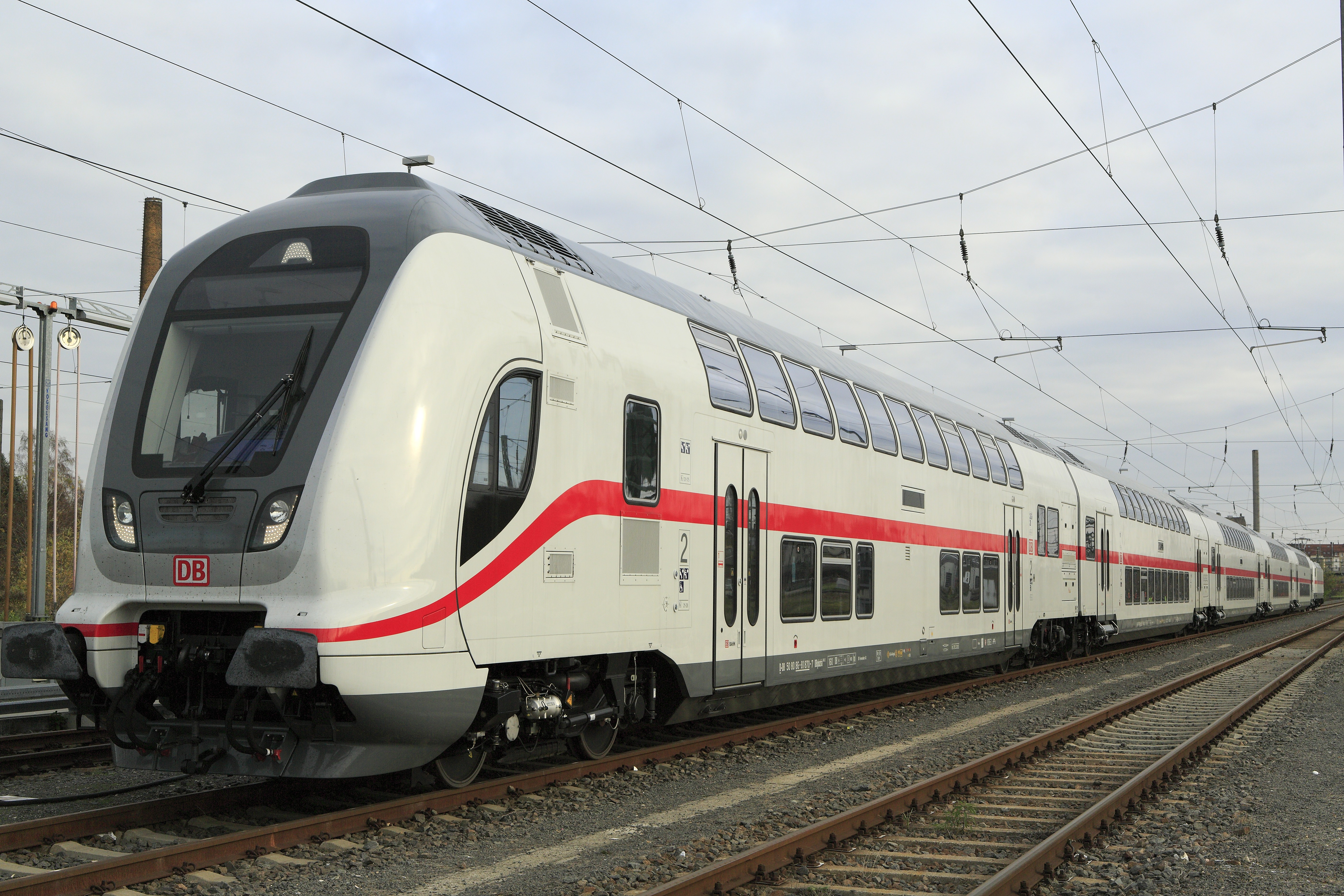

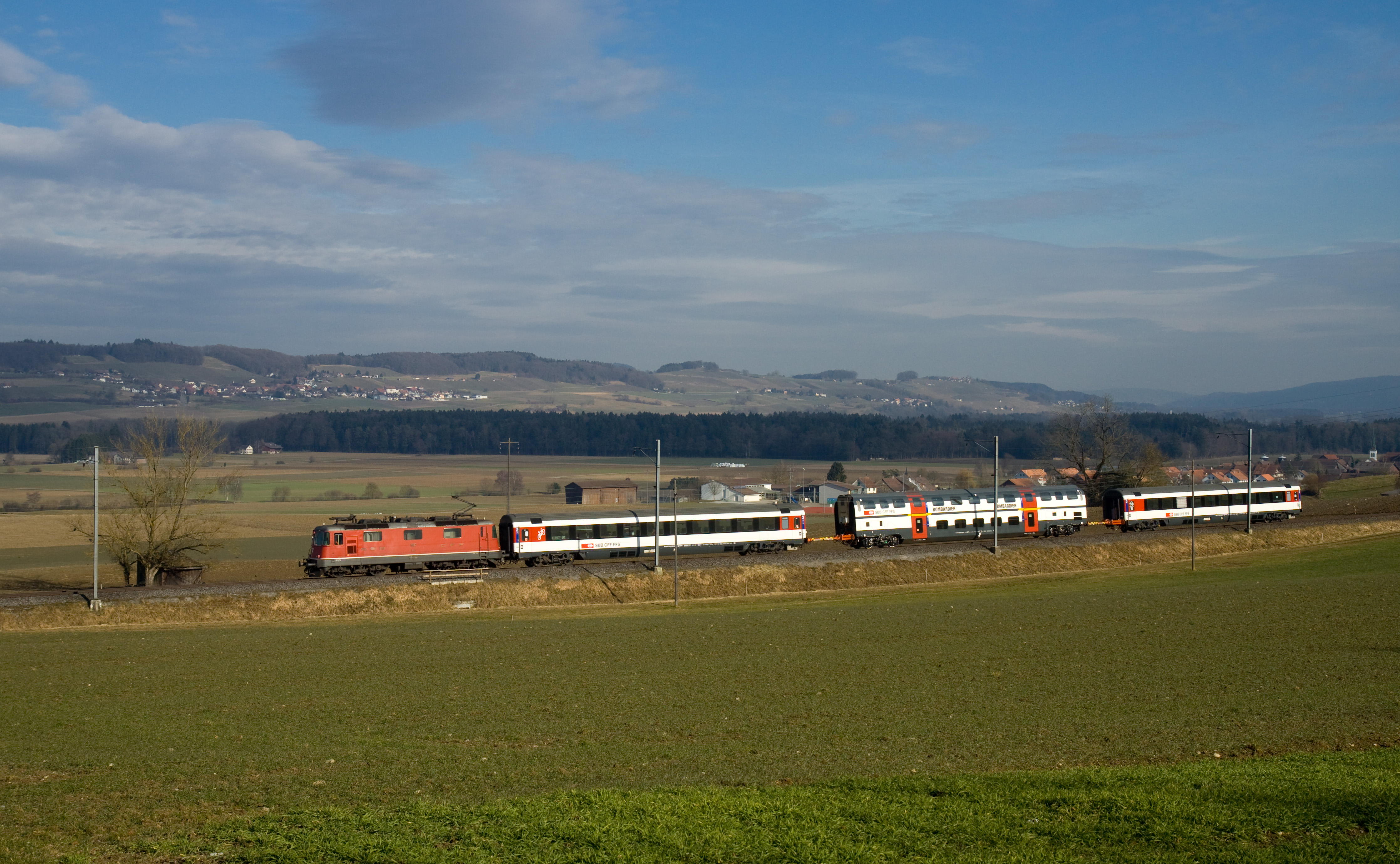
A motorvonat egyik betétkocsijának tesztje

A Bombardier TWINDEXX a Bombardier Transportation városközi forgalomra tervezett emeletes billenőszekrényes villamos motorvonata, melyet az  SBB-CFF-FFS svájci vasúttársaság számára gyárt.
A vonatok szállítása 2012-ben kezdődik, és 2013 decemberében állnak menetrend szerinti forgalomba. A megrendelt 59 vonat leszállítása 2019 végére várható. A rendelés teljesítése érdekében a Bombardier zürichi és Villeneuve-i üzeme is növeli kapacitását. A projektet Zürichből irányítják, a járművek gyártását pedig a Villeneuve-i üzem - mely Nyugat-Svájc egyetlen vasúti gyártóüzeme - végzi a görlitzi központtal együtt. A görlitzi központ irányítja a gépészeti munkálatokat is. A forgóvázakat a winterthuri üzem tervezi, gyártásukat pedig a németországi Siegenben található üzem végzi. A rendkívül hatékony állandó mágneses motorral működő hajtórendszer a svédországi Västerasban található üzemben készül.
Az 59 vonatra szóló szerződés összértéke mintegy 1,3 milliárd euró. A szerelvények összesen 436 darab, teljesen légkondicionált kocsiból állnak, melyek több mint 36 ezer utas számára biztosítanak ülőhelyet. A vonatok szállítása kapcsán aláírt szerződés az SBB eddigi legnagyobb megrendelése, ami több mint 100 további vonat lehívására szóló opciót is tartalmaz.

## Műszaki jellemzés
A vonatokon tágas belső terek, a könnyű le- és felszállást segítő széles ajtók, vezeték nélküli internetkapcsolat, és business osztályú fülkék szolgálják az utasok kényelmét. A kocsikban elektronikus utastájékoztató berendezés, vészhívó rendszer és zártláncú kamerarendszer is helyet kapott.
A 'BOMBARDIER FLEXX Tronic WAKO elnevezésű dőléskiegyenlítő rendszer a vonatok egyik meghatározó műszaki eleme, amely kiegyenlíti a kocsitest mozgásával együtt járó billegést, ezáltal biztosítja az utasok kényelmét, és lehetővé teszi az ívek gyorsabb bevételét is. A technológiának köszönhetően a városközi emeletes vonatok sebessége akár 15 százalékkal nőhet az ívekben, ami jelentősen lecsökkenti az utazási időt. A FLEXX Tronic WAKO rendszert a Bombardier winterthuri vasúti forgóváztervező kompetenciaközpontjában fejlesztették ki. Ez a mechatronikai technológia a már bevált műszaki alkotóelemeket egyesíti.
A BOMBARDIER ECO4 termékcsaládjának köszönhetően tíz százalékos energia-megtakarítást is sikerült elérni a vonatok esetében. Az alacsonyabb energiafogyasztást elsősorban a BOMBARDIER MITRAC állandó mágneses motorja segíti elő, melyhez további ECO4 technológiák, például a hőhatékony klímarendszer és az energiamenedzsment vezérlőrendszer társul. Ezek a technológiák biztosítják a vonatok gazdaságos üzemeltetését teljes élettartamuk során, valamint csökkentik a környezetre gyakorolt káros hatást, mindemellett kiváló teljesítményt biztosítanak.
A vonatot a Bombardier Transportation Görlitzben található, az emeletes vonatokban alkalmazott technológiák kifejlesztésére szakosodott kompetenciaközpontjában tervezték. A görlitzi központ nevéhez rekordszámú, több mint 2500 emeletes vonatkocsi fűződik, melyeket az 1990-es évek óta a különféle nemzetközi piacok igényeire szabva gyártanak.

## Fogadtatás
"Szeretnénk megköszönni az SBB-nek, hogy megtisztelt bennünket a bizalmával, és alig várjuk, hogy folytassuk sikeres együttműködésünket. Svájc piacként és gyártóbázisként is mindig fontos szerepet játszott a Bombardier életében. A 900 alkalmazottat foglalkoztató három svájci üzemünk nemcsak az ország nagy hagyományokkal rendelkező vasútiparának biztos pontja, hanem nemzetközi innovációs- és gyártóhálózatunk fontos eleme is. A TWINDEXX vonatok most új fejezetet nyitnak ebben a sikertörténetben." - jelentette ki André Navarri, a Bombardier Transportation elnöke a döntést illetően.
A szerződés aláírásakor Andreas Meyer, az SBB vezérigazgatója megjegyezte: "Tárgyilagosan vizsgálva a Bombardier felelt meg leginkább a megrendelés elnyeréséhez szükséges számos kritériumnak az ajánlattévők közül. A cég modern, utasbarát vonatai és továbbfejlesztett termékskálája számos figyelemre méltó, ügyfeleink számára is előnyös tulajdonsággal rendelkezik. A dőléskiegyenlítés ráadásul azt jelenti, hogy időt is spórolhatunk, ezáltal növelhetjük a vonatok pontosságát, így ritkábban fordulhat elő, hogy az utasok lekésik a csatlakozást. Jelentős lépés ez szolgáltatásaink javítása szempontjából."
Stéphane Wettstein, a Bombardier Transportation svájci főképviselője elmondta: "Jövőbe mutató koncepciója ellenére az innovatív dőléskiegyenlítő rendszerrel felszerelt emeletes TWINDEXX vonat korábban már kipróbált és bevált technológiai elemeket is felvonultat. A TWINDEXX vonatok nemcsak rendkívül kényelmesek, hanem alacsony üzemeltetési költségeiknek köszönhetően gazdaságossági szempontból hosszú távon is hozzáadott értéket biztosítanak. A döntés svájci dolgozóink számára is örvendetes hír. Villeneuve-i, zürichi és winterthuri üzemeinket igen kedvezően érinti az együttműködés, mivel a németországi Görlitzben található, az emeletes vonatokban alkalmazott technológiák kifejlesztésére specializálódott kompetenciaközpontunkkal együtt vezető szerepet játszanak a projektben."